# Archidiocèse de Montpellier
L'archidiocèse de Montpellier (en latin : Archidioecesis Montis Pessulani ; en occitan : archidiocèsi de Montpelhièr), est une province de l'Église catholique en France qui regroupe et dirige les diocèses de, de Carcassonne et Narbonne, de Mende, de Montpellier, de Nîmes et de Perpignan-Elne.
Il est constitutif de l'un des quinze archidiocèses de la France métropolitaine.
La direction de l'archidiocèse de Montpellier a été confié le 9 juillet 2022 par le pape François à Norbert Turini (à la suite de la démission de Pierre-Marie Carré, pour raison d’âge (75 ans).

## Histoire
Au IIIe siècle est érigé  le diocèse de Maguelone. Celui-ci est rebaptisé « diocèse de Montpellier » en 1536 et dépend de l'archidiocèse de Narbonne
Le concordat de 1801 regroupe les diocèses sur des territoires correspondant aux territoires départementaux.
Le diocèse de Montpellier se voit adjoindre les territoires des anciens diocèses de Lodève, Béziers, Agde et Saint-Pons-de-Thomières pour correspondre aux frontières du département de l'Hérault.
De 1801 à 1822, il couvre les départements de l'Hérault et du Tarn. Depuis 1822, il ne couvre plus que celui de l'Hérault.
En 1877, le diocèse relève les noms de ces anciens évêchés et adopte la dénomination officielle de diocèse de Montpellier, Lodève, Béziers, Agde et Saint-Pons-de-Thomières.
Depuis 1877, les évêques puis archevêques de Montpellier relèvent quatre titres épiscopaux : celui d'évêque de Lodève, celui d'évêque de Béziers, celui d'évêque d'Agde et celui d'évêque de Saint-Pons-de-Thomières.
Jusqu'à la fin de l'ancien Régime, Montpellier était le siège du diocèse civil de Montpellier qui députait aux états de Languedoc, les états généraux de la province.
Lors de la réorganisation des provinces ecclésiastiques françaises en 2002, Montpellier est élevé au rang d'archidiocèse métropolitain avec comme suffragants les diocèses de Carcassonne et Narbonne, Mende, Nîmes et Perpignan
La province ecclésiastique de Montpellier couvre la région Languedoc-Roussillon.

## Patrimoine

### Cathédrales
Le diocèse est riche de six cathédrales : 
- Cathédrale Saint-Pierre de Montpellier (ville de résidence de l'évêque)
- Cathédrale Saint-Nazaire de Béziers
- Cathédrale Saint-Fulcran de Lodève
- Cathédrale Saint-Étienne d’Agde
- Cathédrale Saint-Pons de Saint-Pons-de-Thomières
- Cathédrale Saint-Pierre-et-Saint-Paul de Maguelone

### Collégiales
Le diocèse compte 4 collégiales :
- Collégiale Saint-Étienne de Capestang
- Collégiale Saint-Paul de Clermont-l'Hérault
- Collégiale Saint-Jean de Pézenas
- Collégiale Notre-Dame de Grâce de Sérignan

### Basiliques
Le diocèse compte 5 basiliques :
- Basilique Saint-Aphrodise de Béziers
- Basilique Notre-Dame des Tables à Montpellier
- Basilique-cathédrale Saint-Pierre de Montpellier, érigée en basilique mineure le 20 juillet 1847
- Basilique Notre-Dame du Spasme à La Livinière, érigée en basilique le 15 juin 1959
- Basilique du sanctuaire Notre-Dame du Suc à Brissac, érigée en basilique mineure en 1954